# Heinfried Henniger
Heinfried Henniger (geboren 23. September 1934 in Schleiz; gestorben 4. November 2024 in Strausberg) war ein deutscher Journalist, Verlagslektor und Verleger.

## Leben und Wirken
Heinfried Henniger wuchs im thüringischen Schleiz auf und besuchte dort die Goethe-Einheitsschule. Nach dem Abitur studierte er von 1953 bis 1957 Geschichte und Kunstgeschichte. Von 1957 bis 1967 war er als Feuilleton-Redakteur beim Sächsischen Tageblatt in Dresden tätig. Dort lernte er die Journalistin und Karikaturistin Barbara Henniger kennen, die er 1967 heiratete. Am 9. November 1967 zog das Paar mit der gemeinsamen Tochter nach Strausberg.
Henniger war von 1967 bis 1969 Lektor und von 1970 bis 1978 Cheflektor im Buchverlag Der Morgen. In diese Zeit fällt eine intensive Zusammenarbeit mit dem Schriftsteller Friedrich Dieckmann, den er bereits aus Dresden kannte, mit der Autorin Maxie Wander und anderen. 1978 erfolgte seine Absetzung als Cheflektor kommentarlos. Nach einer Zeit der Arbeitslosigkeit wechselte Henniger zum Reclam-Verlag Leipzig, wo er nach der politischen Wende 1990 zum Cheflektor gewählt wurde. Zwei Jahre später wurde er wegen kritischer Äußerungen durch die neuen Besitzer abgesetzt. Von 1992 bis 1993 leitete er den Eulenspiegel-Verlag bis zu dessen Konkursverfahren durch die Treuhandanstalt.
Henniger war Mitglied im PEN-Zentrum Deutschland.

## Publikationen (Auswahl)
- Hasso Laudon, Heinfried Henniger: Ein ungewöhnliches Wochenende. Buchverlag Der Morgen, Berlin 1971.
- Autoren. Verleger. Bücher. Ein Almanach. Für Hans Marquardt zum 12. August 1985. Reclam Verlag, Leipzig 1985.

## Auszeichnung
- 1988 Wilhelm-Bracke-Medaille in Silber